# Војислав Аралица
Војислав Аралица (Београд) српски је композитор, музичар, музички продуцент и аранжер.

## Биографија
Аралица је самоуки музичар. Професионалну музичку каријеру започео је када је имао шеснаест година. Продуцирао је више од 50 музичких албума, од којих су неки међу најпродаванијим на територији бивше Југославије. Допринео је стварању бројних филмских нумера, мјузикала и ТВ реклама.
Почев од албума Коло, објављеног 2006. године, Аралица је стални продуцент групе Van Gogh.
Био је дугогодишњи сарадник Николе Пејаковића. Свирао је гитару и бас у Пејаковићевој групи Гробовласници. Група је престала са радом у децембру 2023. године, након што је Пејаковић одлучио да на тадашњим парламентарним изборима у Србији подржи листу Српске напредне странке.
Арсенал фест је 21. јуна 2023. године Аралици доделио Награду Микица Здравковић. Чланови жирија који је те године одабрао добитника награде били су Бранислав Благојевић, Драган Урошевић и Иван Петровић.
Араличина ћерка Лола такође се бави музиком. Свој дебитански сингл Последњи плес објавила је у децембру 2020. године.

## Продуцентски рад
НАПОМЕНА: Наведени су само албуми и мини-албуми на којима је Аралица продуцирао више песама.
- — 89—93 (1993)
- Флеш — До лудила (1993)
- Браћа Лефт — Браћа Лефт 1 (1994)
- Новембар — Дегуело (1994)
- — Ја евентуално бих ако њега елиминишете (1995)
- Викторија — Ја знам да је теби криво (1995)
- Браћа Лефт — Браћа Лефт 2 (1996)
- — Тајна маренда (1996)
- —  (1997)
- Контрабанда — Лаку ноћ, децо (1997)
- Разни извођачи — Црни је звук за сваки струк (1997)
- —  (1997)
- —  (1997)
- Забрањено пушење — Ја нисам одавле (1997)
- —  (1997)
- Поп — Само мало спорије (1997)
- Господин Пинокио — Плашим се... и нећу (1997)
- Тања Бањанин — Љубав има име (1998)
- Др Неле Карајлић, Војислав Аралица и Дејан Спаравало — Црна мачка, бели мачор (музика из филма) (1998)
- Марина Перазић — Иста као море (1998)
- —  (2000)
- Канал Твид — Спирално наслеђе (2000)
- Коља и Смак Бијелог дугмета — Мама, немој плакати (2001)
- Никола Пејаковић — Нормални људи (музика из филма) (2001)
- Ана Станић — У огледалу (2004)
- — Живот је чудо (музика из филма) (2004)
- Бајага и инструктори — Шоу почиње у поноћ (2005)
- — Коло (2006)
- Здравко Чолић — Завичај (2006)
- Биља Крстић и Бистрик — Тарпош (2006)
- Врело — Преко реке (2008)
- Коља — Коља (2009)
- — Лавиринт (2009)
- Здравко Чолић — Кад погледаш ме преко рамена (2010)
- Електрични оргазам — То што видиш то и јесте (2010)
- Тања Бањанин — Игра (2010)
- — Наш први албум са путовања (2012)
- Бајага и инструктори — Даљина, дим и прашина (2012)
- Коља — Гробовласници (2013)
- Здравко Чолић — Ватра и барут (2013)
- — Неумерен у свему (2013)
- — А страна љубави (2014)
- —  (2015)
- — Б страна љубави (2015)
- — Терам по свом (2016)
- — Ако станемо губимо све (2016)
- — Љубав на дар (2017)
- —  (2018)
- — Слобода (2018)
- Коља — 4 прста (2018)
- — Море без обала (2019)
- —  (Рођендански концерт) (2019)
- Разни извођачи — Plan B Vol. 1 (2022)